# Бо Дидли
Бо Дидли (на английски: Bo Diddley) е сценичното име на Елас Ота Бейтс, американски чернокож изпълнител на рокендрол, китарист и автор на песни. Той прави преминаването от блус към рокендрол и се счита за един от неговите родоначалници. Оказва влияние върху Бъди Холи, Джими Хендрикс, Ролинг Стоунс, Клаш, Ярдбърдс и Ерик Клептън. Той прави редица промени в популярната музика, като по-енергични ритми и ускорени преходи на китарата. Характерно за него е, че свири на китара с квадратна форма. През 1998 година получава почетна награда Грами за цялостната си кариера и творчество. Той става и член на залата на славата за рокендрол. Списанието Roling Stone го класира сред 20-те най-велики музиканти в историята на рокендрола. През 2005 година празнува 60-годишнина на кариерата си с турнета в Австралия и Европа.
През май 2007 година получава инсулт на сцената по време на концерт, след което изгубва способността да говори. Умира на 2 юни 2008 година от сърдечна недостатъчност.